# Мост Августа Деглава
Мост А́вгуста Де́глава (латыш. Augusta Deglava tilts, в разговорной речи часто — Деглавский мост, Deglava tilts) — автомобильно-пешеходный путепровод в Риге, при пересечении улицы Августа Деглава с железнодорожными путями линий Земитаны — Шкиротава и Рига — Лугажи, а также с улицами Браслас и Вестиенас.
Мост имеет 4 полосы движения (по 2 в каждом направлении); по обеим сторонам моста оборудованы пешеходные тротуары.
Мост и проходящая под ним железная дорога отделяют друг от друга четыре района Риги: Авоты, Гризинькалнс, Пурвциемс и Дарзциемс.

## История
Мост построен в 1966 году по проекту, разработанному ленинградским институтом «Ленгипротранс». Автор проекта Лев Исаров, автор архитектурной части А. Лаврентьев. Мост сооружен целиком из сборного железобетона, что стало новаторским решением для тех лет. Были смонтированы 264 железобетонных блока пролётного строения длиной в 14 метров и 12 блоков длиной 33 метра. Блоки изготавливались на Погринском и Силикатинском заводах железобетонных конструкций.
Сооружение моста производилось Мостопоездом № 410 треста Мостострой-5 под руководством главного инженера Мостопоезда Александра Леонидовича Ренделя. При строительстве моста было забито 498 свай длиной 6-10 метров, уложено 9 тысяч кубометров железобетона.
Название моста возникло стихийно по одноимённой улице, носящей имя латышского писателя Августа Деглавса. В 2014 году название моста было утверждено официально.

## Ремонт моста
С 2018 года ведётся ремонт моста, в ходе которого планировалось заменить тротуары и устроить велодорожку, поставить новые перила, барьеры и осветительные опоры. Ремонт по проекту латвийской компании «Inženierbūve» ведёт литовская компания «Kauno tiltai». Первоначально стоимость ремонта была оценена в 4,27 миллиона евро.
В ходе ремонтных работ на опорах моста были выявлены непредвиденные дефекты, поэтому строительство пришлись остановить для доработки проекта и уточнения сметы. В целях безопасности с 10 апреля по мосту ограничено движение тяжелого транспорта весом более 30 тонн. Рижская дума заказала независимую экспертизу несущих конструкций, по результатам которой строительный проект будет переработан.
23 апреля 2019 года министр МВД Латвии Сандис Гиргенс издал распоряжение о закрытии моста с 25 апреля 2019 года, по причине его аварийного состояния. «На мой взгляд, ведомства Рижской думы не приняли во внимание заключение экспертов, а также затягивают решение вопроса о повторной экспертизе, таким образом не обеспечивая все меры для безопасности людей. Имеется много факторов, которые свидетельствуют о том, что мост представляет угрозу для человеческих жизней. Именно по этой причине я принял решение уже с четверга закрыть мост», — указал глава МВД.
Движение по мосту (кроме пешеходов и велосипедов) было прекращено в 5 часов утра 25 апреля 2019 года. Проходившие по мосту маршруты городского транспорта были изменены, а маршрут троллейбуса № 11 временно отменён. После проведения необходимых работ по укреплению опор моста, на совещании 17 мая 2019 года было решено возобновить движение по мосту с 5.00 19 мая.
16 июля 2019 года Государственное бюро по надзору за строительством разрешило возобновить полномасштабный ремонт моста.